# Adamczycha
Adamczycha – wieś sołecka w Polsce położona w województwie mazowieckim, w powiecie ostrołęckim, w gminie Baranowo.
| SIMC    | Nazwa     | Rodzaj    |
| ------- | --------- | --------- |
| 1056630 | Zagrądzie | część wsi |

Wierni Kościoła rzymskokatolickiego należą do parafii Świętego Bartłomieja Apostoła w Baranowie.
W latach 1975–1998 miejscowość administracyjnie należała do województwa ostrołęckiego.

## Odniesienia w kulturze
We wsi Adamczycha rozgrywa się akcja serialu komediowego 1670 produkcji Netflixa.